# Campeonato Asiático de Handebol Feminino de 2010
O Campeonato Asiático de Handebol Feminino de 2010 foi a décima terceira edição do principal campeonato de andebol (português europeu) ou handebol (português brasileiro) feminino do continente asiático. O Cazaquistão foi o país sede e os jogos ocorreram na cidade de Almaty.
O Cazaquistão foi campeã pela segunda vez, com a Coreia do Sul segundo e a China terceiro.